# Guljanci
Guljanci (bulharsky Гулянци) je město ležící v severním Bulharsku, v Dolnodunajské nížině poblíž ústí řeky Vit do Dunaje. Město je správním střediskem stejnojmenné obštiny a má přibližně 3 100 obyvatel.

## Historie
Město leží na místě římského vojenského tábora Utus, který vznikl na levém břehu řeky Utus, což je thrácký název řeky Vit. Turci nazývali osadu Gülan (od gül – růže) kvůli bílým a šarlatovým růžím, které obrostly nádvoří a jeho okolí. Postupem času bylo jméno přeměněno na Gülyande a Gjulanci až na současný název.
V roce 1818 zde byla otevřena bulharská škola s knězem, učitelem. Na příkaz tureckých úřadů byla později uzavřena, ovšem v roce 1828 byla otevřena znovu. V roce 1868 byla díky dobrovolné práci obyvatelstva postavena první školní budova. Ve školním roce 1912/13 se učitelský sbor zvýšil na 6 osob. V letech 1920 – 1921 bylo otevřeno nižší gymnázium a učitelský sbor v obci se rozrostl na 11 osob, přičemž výuka se konala jak ve třídách, tak v soukromých domech. V roce 1914 sem přišli baptističtí misionáři. Skupina se začala rozrůstat a v roce 1923 se tu konal kongres baptistických sborů v Bulharsku s hosty ze zahraničí. V roce 1930 byla v obci postavena nová školní budova o 2 patrech a 10 učebnách, jež byla financována z prodeje zeleniny, kterou pěstovali místní zemědělci na obecních pozemcích a získali tak 1,5 miliónu leva. Budova však nestačila pro všechny třídy a někteří žáci se učili ve staré škole. V témže roce byla otevřena studentská jídelna, podporovaná pronájmem školní haly a vystoupeními učitelů a studentů. Od roku 1938 byla v obci otevřena zemědělská škola, která existovala až do roku 1948. Po nastolení komunistického režimu byl baptistický sbor uzavřen, takže věřící rodiny konaly pobožnosti ve svých domech. V roce 1948 bylo v obci postaveno dobrovolnickou prací gymnázium.
Guljanci byly prohlášeny městem dekretem č. 1942 z 4. září 1974 a staly se střediskem obštiny, která zahrnovala Lenkovo, Šjakovo, Kretu a Dăbovan. Postupně se obština rozrůstala až dosáhla počtu 12 sídel.
Od školního roku 1981/82 se škola transformovala ze základní na střední polytechnickou školu. V roce 1985 bylo otevřeno nové učiliště se zaměřením na ekonomiku a řízení motorových vozidel. Od roku 1990 došlo k obnově a posílení zdejší baptistické církve a 19. září 2004 byl otevřen nový kostel, který byl postaven díky pomoci církve v Heights v Texasu.

## Obyvatelstvo
Ve městě žije 3 164 obyvatel a je zde trvale hlášeno 3 281 obyvatel. Podle sčítání 1. února 2011 bylo národnostní složení následující:
- Bulhaři: 2 616 (91.5 %)
- Romové: 196 (6.9 %)
- Turci: 37 (1.3 %)
- ostatní: 11 (0.4 %)